# Myrianthus serratus
Myrianthus serratus là loài thực vật có hoa trong họ Tầm ma. Loài này được (Trécul) Benth. mô tả khoa học đầu tiên năm 1880.